# 礼部尚书
礼部尚书，中國、越南古代官名，六部中礼部的最高級長官，相當於今日的教育部長、外交部長，雅称禮書。

## 沿革
此职可追溯至漢朝，時有置尚書郎4人，其中1人主外国夷狄之事，即國家外交工作，称为主客曹。
東漢分為南、北主客曹。魏晉南北朝時擴建為祠部，又兼任了太常、大鴻臚、光祿勳的職務，開始管理禮儀、教育和膳食。經隋朝稍加改變，改稱礼部尚書，龍朔二年（662年），改為司禮太常伯。咸亨元年（670年），復舊。光宅元年（684年），改為春官尚書。神龍元年（705年），復為禮部尚書。至後代仍為常職。
禮部尚書主要掌管检查吉、嘉、军、宾、凶五礼之用，并管理全国学校、科举考试，和藩属和外国之往来事費等等。
屬官有禮部侍郎，屬下四司：
- 禮部司→仪制清吏司，掌嘉礼、军礼及管理学务、科举考试事
- 祠部司→祠祭清吏司，掌吉礼、凶礼事务
- 主客司→主客清吏司，掌宾礼及接待外宾事务
- 膳部司→精膳清吏司，掌筵飨（宴席）廪饩（粮食）牲牢（牲畜）事务

## 中國禮部尚書名人

### 隋朝
- 牛弘
- 杨玄感

### 唐朝
高祖
李纲
唐儉
郑善果
太宗
房玄龄
温大雅
豆卢宽
陈叔达
王珪
李孝恭
李道宗
刘洎
于志宁
高宗
于志宁
许敬宗
房遗直
唐临
乐质
李博乂
刘祥道
杨思敬
裴行俭
裴炎
中宗
武重规
韦巨源
祝钦明
韦温
窦希玠
睿宗
窦希玠
薛稷
玄宗
薛稷
郑惟忠
裴茂宗
苏颋
李祎
李林甫
杜暹
席豫
崔翘
裴宽
李憕
肃宗
李岘
崔光远
韦陟
房琯
韩择木
代宗
韩择木
萧华
李之芳
裴士淹
李承昭
蒋涣
德宗
李揆
刘滋
萧昕
董晋
李齐运
宪宗
赵宗儒
权德舆
李绛
王播
穆宗
韦绶
薛放
敬宗
王涯
杨嗣复
崔郾
文宗
萧俛
丁公著
韦弘景
李恬
王源中
温造
许康佐
武宗
崔郸
郑肃
李回
宣宗
李回
韦琮
马植
高铢
令狐绹
裴休
魏谟
郑朗
崔慎由
萧邺
懿宗
萧邺
畢諴
崔玙
王铎
刘邺
僖宗
赵隐
郑畋
郑从谠
裴澈
萧遘
韦昭度
裴瓒
杜让能
昭宗
李磎
崔胤
孙偓
裴贽
张祎
崔昭符
苏循
独孤损
昭宣帝
裴枢
苏循

### 宋朝
- 蘇軾

### 明朝
- 杨溥
- 徐光啟
- 方逢年
- 黃錦

### 清朝
- 劉墉
- 紀曉嵐
- 貴慶
- 肅順